# Atmetochilus songsangchotei
Espèce
Atmetochilus songsangchotei est une espèce d'araignées mygalomorphes de la famille des Bemmeridae.

## Distribution
Cette espèce est endémique de la province de Kanchanaburi en Thaïlande,. Elle se rencontre vers Phra Thaen Dong Rang.

## Description
Le mâle holotype mesure 22,26 mm et les femelles de 23,46 à 34,79 mm.

## Étymologie
Cette espèce est nommée en l'honneur de Chaowalit Songsangchote.

## Publication originale
- Kunsete, Sivayyapram, Traiyasut, Thanoosing, Khamwan & Warrit, 2020 : « Records and redescription of a mygalomorph spider genus ignored for over 100 years with a new species: the genus Atmetochilus Simon, 1887 (Araneae, Nemesiidae) in Thailand ». Zootaxa, no 4819(3), p. 521-543.